# 五之三町
五之三町（ごのさんちょう）は、愛知県弥富市の地名。

## 地理
弥富市旧弥富町北西端部に位置する。東は荷之上町、西から北は愛西市、南は五明町・鯏浦町に接する。

## 歴史

### 町名の由来
『尾張国地名考』によれば、「郷桟」（ごうのさん）の転訛という。

### 人口の変遷
国勢調査による人口および世帯数の推移。
| 1995年（平成7年）  | 498世帯 1746人 |  |
| 2000年（平成12年） | 520世帯 1741人 |  |
| 2005年（平成17年） | 571世帯 1851人 |  |
| 2010年（平成22年） | 643世帯 1951人 |  |
| 2015年（平成27年） | 389世帯 1173人 |  |

### 沿革
- 江戸時代には尾張国海西郡の尾張藩領佐屋代官所支配五之三村として所在[2]。
- 1889年（明治22年） - 市腋村大字五之三となる[2]。
- 1906年（明治39年） - 弥富町大字五之三となる[2]。
- 2006年（平成18年）4月1日 -  弥富市五之三町となる[WEB 8]。

## 交通
- 東名阪自動車道[1]
- 愛知県道名古屋蟹江弥富線[1]
- 名鉄尾西線五ノ三駅[1]
- 国道155号[1]

## 施設
- 宮地鉄工所[1]
- キャタピラ三菱[1]
- 東海ライトメダル[1]
- 北部保育所[1]
- 真宗大谷派金樹寺[1]
- 神明社[1]

### WEB
1. ↑  “愛知県弥富市の郵便番号一覧”.   日本郵便. 2022年12月12日閲覧。
2. ↑  “市外局番の一覧” (PDF).   総務省 (2022年3月1日). 2022年3月22日閲覧。
3. ↑  総務省統計局 (2014年3月28日). “平成7年国勢調査の調査結果(e-Stat) - 男女別人口及び世帯数 －町丁・字等” (CSV). 2021年7月20日閲覧。
4. ↑  総務省統計局 (2014年5月30日). “平成12年国勢調査の調査結果(e-Stat) - 男女別人口及び世帯数 －町丁・字等” (CSV). 2021年7月20日閲覧。
5. ↑  総務省統計局 (2014年6月27日). “平成17年国勢調査の調査結果(e-Stat) - 男女別人口及び世帯数 －町丁・字等” (CSV). 2021年7月21日閲覧。
6. ↑  総務省統計局 (2012年1月20日). “平成22年国勢調査の調査結果(e-Stat) - 男女別人口及び世帯数 －町丁・字等” (CSV). 2021年7月21日閲覧。
7. ↑  総務省統計局 (2017年1月27日). “平成27年国勢調査の調査結果(e-Stat) - 男女別人口及び世帯数 －町丁・字等” (CSV). 2021年7月21日閲覧。
8. ↑  弥富市役所 総務部 総務課 行政グループ (2015年2月19日). “弥富市住所一覧  旧弥富町” (pdf).   弥富市. 2023年4月6日閲覧。[リンク切れ]

### 書籍
1. 1 2 3 4 5 6 7 8 9 10 11 12  「角川日本地名大辞典」編纂委員会 1989, p. 1899.
2. 1 2 3 4  「角川日本地名大辞典」編纂委員会 1989, p. 563.